# Kronen-Apotheke (Glücksburg)

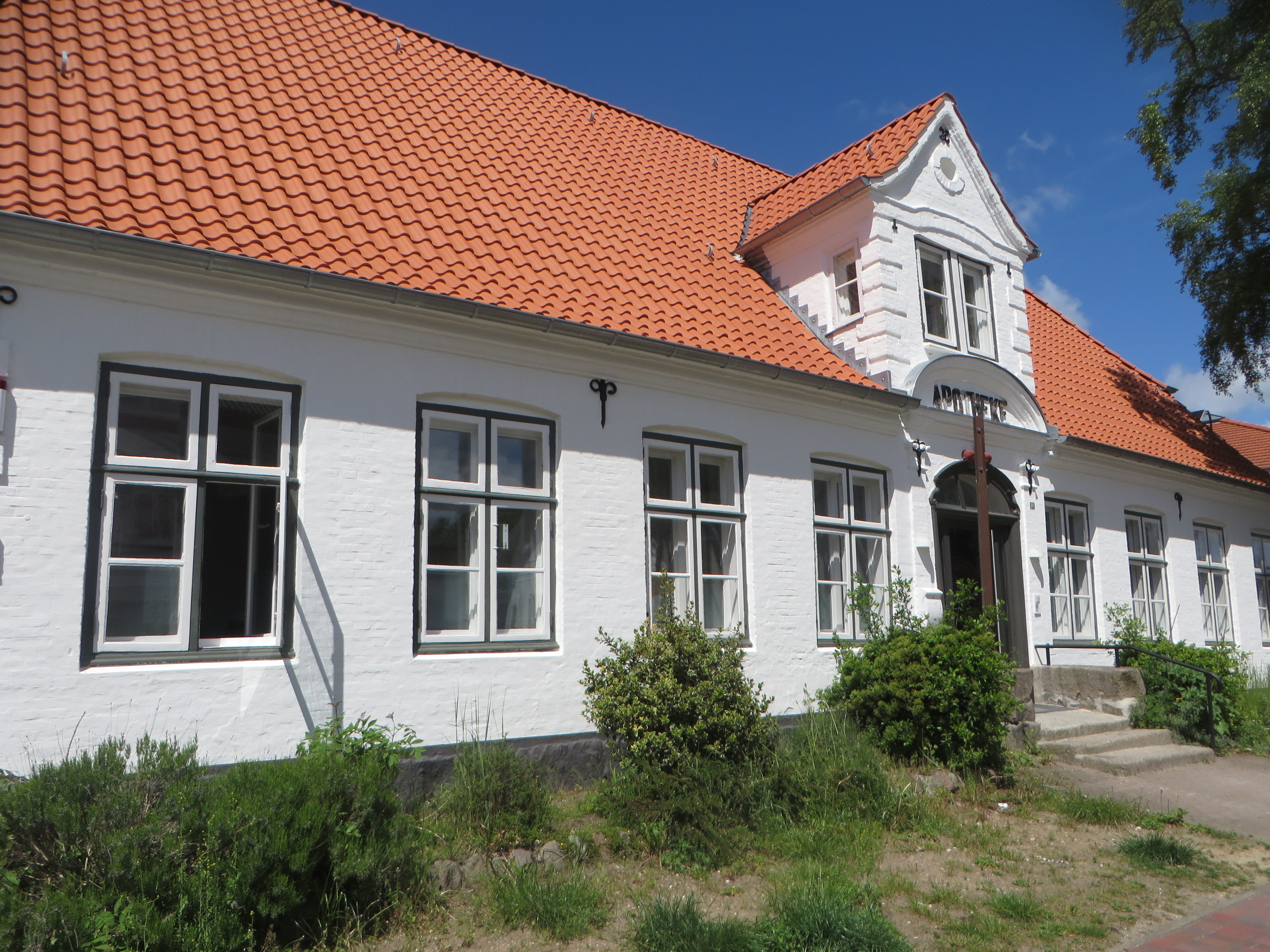
Kronen-Apotheke, Rathausstraße 10 (Glücksburg 2017)

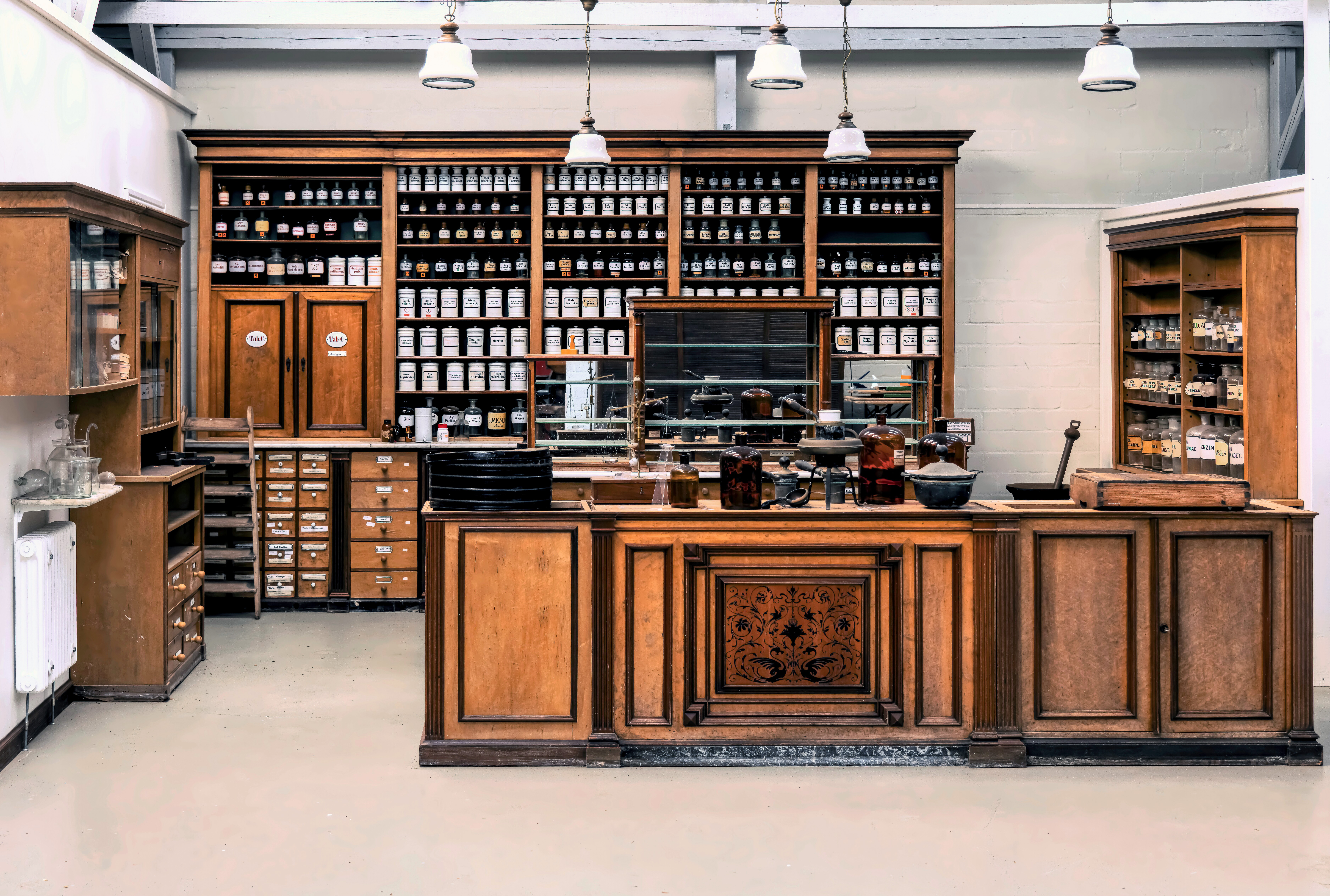
Die Ausstattung befindet sich im Landschaftsmuseum Angeln

Die Kronen-Apotheke (auch: Kronenapotheke) in Glücksburg (Ostsee), mit der Adresse Rathausstraße 10, gehört zu den ältesten Gebäuden des Ortes und zu dessen Kulturdenkmalen.

## Hintergrund
Der Gebäudekern stammt möglicherweise aus dem 17. Jahrhundert. Der Backsteinbau in seiner heutigen Form wird auf das 18. Jahrhundert datiert. Das Gebäude soll zunächst als Hardesvogtei gedient haben. 1877 wurde im Gebäude schließlich die Kronen-Apotheke als Filiale der Flensburger Rats-Apotheke eingerichtet. Das Apothekengebäude wurde 1993 aus geschichtlichen, künstlerischen und städtebaulichen Gründen unter Denkmalschutz gestellt. Dabei wurde auch die historische Ausstattung mit unter Denkmalschutz gestellt. Im Jahr 2014 wurde der Apothekenbetrieb im Gebäude auf Grund von veränderten Eigentumsverhältnissen und erheblichen Gebäudemängeln eingestellt. Der Naturschutzbund Deutschland hatte das Gebäude geerbt. Das Apothekenangebot wurde zunächst von der Apotheke am Meer, in der Sandwigstraße 1 a, weitergeführt. Doch diese schloss bald darauf ebenfalls. Der Naturschutzbund verkaufte das Gebäude an Wolfgang Matthiessen, dem Inhaber des unweit gelegenen Edeka-Supermarktes am Schinderdam. Seit 2016 befindet sich im Gebäude eine kieferorthopädische Praxis und eine Wohnung.